# Opistognathidae
Opistognathidae – rodzina morskich ryb okoniokształtnych.

## Zasięg występowania
Tropikalne wody Oceanu Spokojnego i Atlantyckiego, głównie po obydwu stronach Ameryki Środkowej, mniej liczne w Oceanie Indyjskim. Zasiedlają płytkie wody raf koralowych.

## Charakterystyka
Ciało wydłużone, pokryte łuskami cykloidalnymi. Głowa duża, zakończona szerokim otworem gębowym. Długa, dwuczęściowa płetwa grzbietowa z promieniami twardymi w przedniej części. Płetwa odbytowa również długa.
Wysoko położona linia boczna urywa się w połowie długości płetwy grzbietowej. Większość gatunków nie przekracza kilkunastu centymetrów długości. Najmniejsze osiągają zaledwie 3 cm, tylko nieliczne 30–50 cm, a jedynie Opistognathus cuvierii przekracza 1 m długości.

## Tryb życia
Opistognathidae związane są ze strefą bentalu.  Wykopują kanaliki w dnie i wsuwają w nie swoje ciało tyłem - zaczynając od ogona - ponad dnem pozostawiając tylko głowę. Urwana linia boczna jest prawdopodobnie przystosowaniem do takiej pozycji. Neuromasty ukrytej części ciała nie mogą odbierać bodźców z zewnątrz.
Kolejnym przystosowaniem jest duży otwór gębowy umożliwiający pochwycenie zdobyczy znacznych 
rozmiarów, odstraszanie napastników, kopanie kryjówek oraz inkubację ikry - Opistognathidae są gębaczami.
Żywią się bezkręgowcami.

## Klasyfikacja
Rodzaje zaliczane do tej rodziny:
Lonchopisthus - Opistognathus - Stalix